# 경기도동물위생시험소
경기도동물위생시험소(京畿道動物衛生試驗所)는 경기도 내의 가축질병의 방역·진단과 축산물 검사·분석 및 위생관리를 위하여 경기도청 산하에 설치된 사업소이다.
시험소장은 지방기술서기관이나 지방수의연구관으로 보한다.

## 연혁
- 1953년 12월: 경기도가축위생시험소 설치
- 1963년 2월: 경기도가축보건소로 변경
- 1981년 9월: 경기도가축위생시험소로 변경
- 1998년 9월: 경기도종축장 흡수, 경기도축산위생연구소로 변경
- 2006년 9월: 경기도축산위생연구소 북부지소 분리
- 2016년 11월: 경기도동물위생시험소로 변경

## 조직
시험소장
- 행정지원팀
- 가축방역팀
- 도축검사팀
- 질병진단팀
- 축산물분석팀
- 바이오연구팀
- 해외전염병팀
- 도계검사팀

### 산하 기관
- 야생동물구조센터
- 서부축산물검사소
- 동부지소
- 남부지소

## 북부동물위생시험소
경기도북부동물위생시험소(京畿道北部動物衛生試驗所)는 경기도 북부 지역의 가축질병의 방역·진단과 축산물 검사·분석 및 위생관리를 위하여 경기도청 산하에 설치된 사업소이다.
사업소장은 지방기술서기관이나 지방수의연구관, 또는 지방농업연구관으로 보하며, 경기도 양주시 고덕로 229-26에 위치하고 있다.

### 연혁
- 1971년 5월: 경기도가축보건소 북부지소 설치
- 1981년 9월: 경기도가축위생시험소 북부지소로 변경
- 1998년 9월: 경기도축산위생연구소 북부지소로 변경
- 2006년 9월: 경기도북부축산위생연구소로 독립
- 2016년 11월: 경기도북부동물위생시험소로 변경

### 조직
- 행정지원팀
- 가축방역팀
- 도축검사팀
- 해외전염병팀
- 축산물성분분석팀
- 역학조사팀
- 도계검사팀

#### 산하 기관
- 북부지소